# Philaenus suturalis
Philaenus suturalis is een halfvleugelig insect uit de familie Aphrophoridae. De wetenschappelijke naam van deze soort is voor het eerst geldig gepubliceerd in 1932 door Kusnezov.